# کارنگته
کارنگته (به لهستانی:  Karnity) یک روستا در لهستان است که در گمینا میوومون واقع شده‌است.